# Henri Bakker

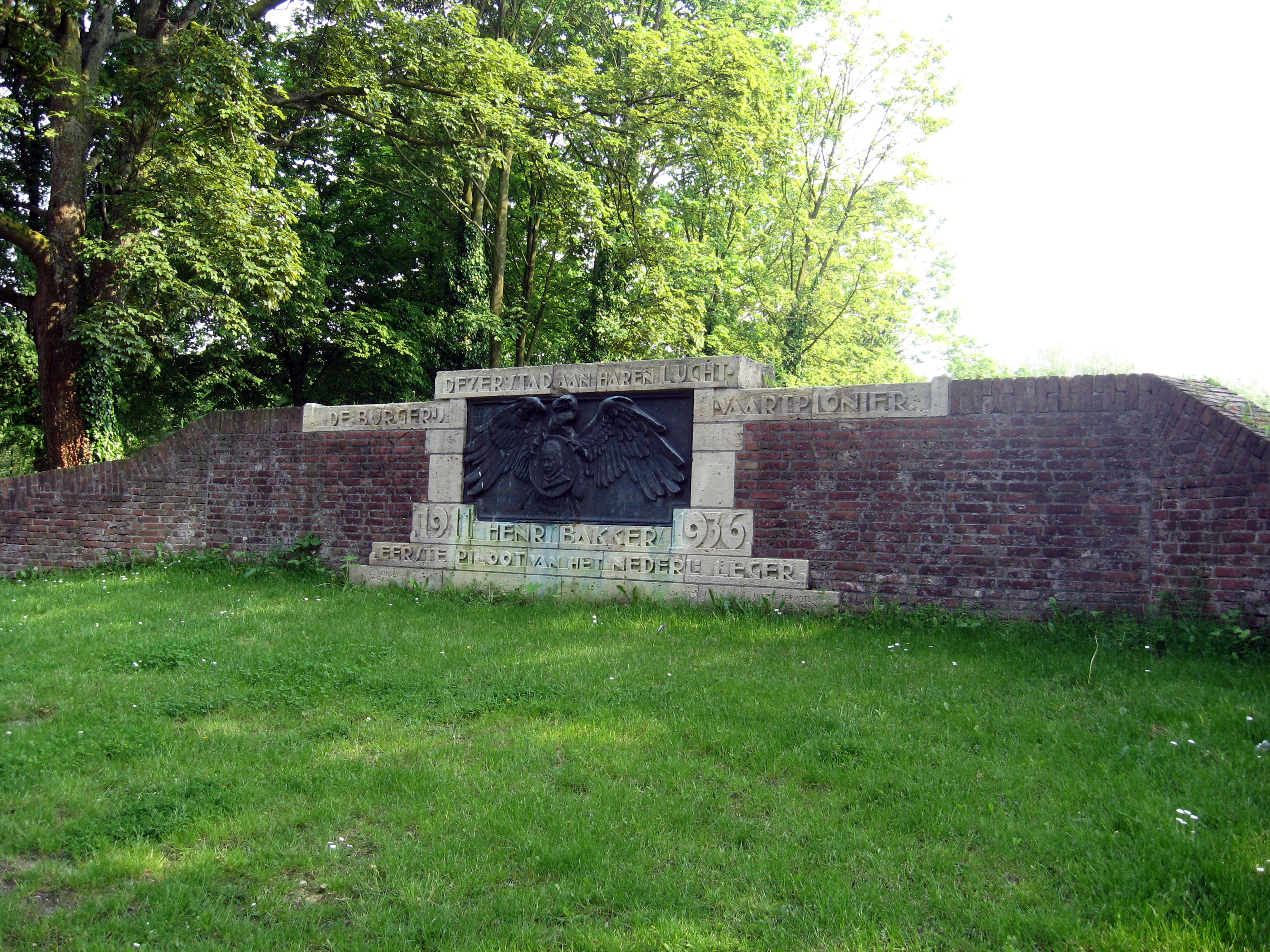
Monument ter nagedachtenis aan Henri Bakker in 's-Hertogenbosch

Henri Bakker ('s-Hertogenbosch, 15 februari 1878 – Ede, 13 maart 1933) was een Nederlandse luchtvaartpionier. Hij was de tweede Nederlander die een Nederlands vliegbrevet haalde bij de Eerste Nederlandsche Vliegvereeniging op 7 april 1911. Op diezelfde dag ontvingen ook Adriaan Mulder (no. 1) en een dag later Joseph van Bussel (echte naam Joseph Maurer) (No. 3) hun vliegbrevet.
Na het behalen van zijn brevet begon de fietsenmaker en motorrijder Henri Bakker, samen met de heren H. Kanters en B. Moerkoert, een vliegschool "De Condor" op de Hertenberg op 15 mei. Ook gaf hij hier met zijn Blériot, vliegdemonstraties. Dit was een geijkte manier om extra inkomsten te werven in die tijd. Het publiek kwam er echter al gauw achter dat men de verrichtingen even goed buiten het terrein kon volgen. De vliegschool moest dan ook in juni 1912 zijn deuren sluiten. Henri Bakker probeerde het nog een keer, op het vliegkamp Ede. Hij kon als een van de weinigen hier zijn brood mee verdienen tot 1918, toen het vliegveldje werd gebruikt door de Luchtvaartafdeeling. Na de Eerste Wereldoorlog is hij in Ede gebleven, maar gaf het vliegen op.
Op 20 september 1911 vloog Henri Bakker met waarnemend luitenant Visser de eerste vlucht in dienst van het leger, deze legermanoeuvre vond plaats op een terrein nabij de "Pettelaarse Schans" nabij 's-Hertogenbosch. Ook Lt. Jacques Labouchère, Joseph van Bussel, Marinus van Meel, Frits Lütge, lt. Hein ter Poorten en Lt. Gen. Snijders waren aanwezig. In september 1913 was Henri ook betrokken bij een legeroefening.

## Onderscheidingen
- Ridder in de orde van Oranje-Nassau met Zwaarden

## Trivia
- In 1938 werd er aan de Hekellaan in 's-Hertogenbosch een monument voor Henri Bakker onthuld, ter nagedachtenis aan diens eerste militaire vlucht. Het monument is vervaardigd door beeldhouwer Albert Termote en architect Co Brandes.
- Werd in 2013 verwijderd in verband met aanleg parkeergarage Sint Jan. In 2014 herplaatst op de Pettelaarse Schans
- Op 14 augustus 1981 vond er op vliegveld Gilze-Rijen een herdenkingsvlucht plaats naar aanleiding van de militaire vlucht van Henri Bakker en Visser.
- Er is een zweefvliegvereniging in Vught vernoemd naar Henri Bakker